# チャールズ・モンタギュー・クック
チャールズ・モンタギュー・クック（Charles Montague Cooke, Jr. 、1874年12月20日 – 1948年10月29日）は、アメリカ合衆国の動物学者（貝類、軟体動物）である。

## 略歴
ホノルルに生まれた 。ハワイの初期の宣教師を先祖とする裕福な一家に生まれた。祖父はキャッスル&クック(現在のドール・フード・カンパニー）の創立者で、父親はハワイ銀行の創立者の一人で、母親はホノルルの芸術の支援者でホノルル美術館の創立者のアナ・ライス・クックである。プナハウ高校を卒業した後、イェール大学で学び、1901年に学位を得た。結婚して、ヨーロッパ旅行をした後、ハワイに戻った。夫妻の住んだオアフ島のマノアヴァレーの邸宅はアメリカ合衆国国家歴史登録財（U.S. National Register of Historic Places）に指定された。
父親や弟が実業家として働いたのに対して、科学者の道を選び、1902年からホノルルのバーニス・P・ビショップ博物館の貝類コレクションの学芸員として働いた。ハワイ諸島に固有のカタツムリであるハワイマイマイ類を収集した宣教師、貝類学者のジョン・ギューリックの高価なコレクションを購入した。1934年に博物館が企画したマンガレヴァ島を含むポリネシアの諸島の学術調査を率いた。軟体動物の分類学的研究の分野での権威、ヘンリー・ピルスブリーとハワイ諸島の巻貝の分類学研究を行った。人類学者のケニス・エモリーと南太平洋の学術調査を何度か行った
。
両親が設立したクック財団の会長を1920年から1948年の間務め、ハワイ大学（当時はCollege of Hawaii)の理事などの公職も務めた。1948年に没した。ビショップ博物館の学芸員の仕事は助手を務めたマウイ島生まれの日系人、ヨシオ・コンドー（:en:Yoshio Kondo）に引き継がれた。

## 著作
- Charles Montague Cooke, Jr. (1902年). “The Hawaiian hepaticae of the tribe Tirgonanthae”. Transactions of the Connecticut Academy of Arts and Sciences 12:  pp. 1–44 Ph.D. dissertation
- Alpheus Hyatt and Henry Augustus Pilsbry. 1911. Manual of Conchology. Second series: Pulmonata. Volume 21. Achatinellidae (Amastrinae). Leptachatina by C. Montague Cooke. (The volume was published after Hyatt's death in 1902.) (Amastridae is now considered to be a sole family.)
- 1912-1914. Manual of Conchology. Second series: Pulmonata. Volume 22. Achatinellidae by Henry A. Pilsbry assisted by C. Montague Cooke. Genealogy and migrations of the Achatinellidae by Alpheus Hyatt.
- Henry A. Pilsbry & C. Montague Cooke. 1915-1916. Manual of Conchology. Second series: Pulmonata. Volume 23. Appendix to Amastridae. Tornatellinidae. Index, vols. XXI-XXIII.
- H. A. Pilsbry & Cooke C. M. 1918-1920 Manual of Conchology. Second series: Pulmonata. Volume 25. Pupillidae (Gastrocoptinae, Vertigininae). Philadelphia.
- C. M. Cooke & Henry Edward Crampton (1930) "New species of Partula". B. P. Bishop. Mus. Occ. Papers 9: 3-5.